# Los Lobos (îles Canaries)
Pour les articles homonymes, voir Los Lobos (homonymie) et Lobos (homonymie).
Los Lobos est une petite île des îles Canaries, rattachée à la commune de La Oliva (Fuerteventura). Elle est située dans le détroit de La Bocaina entre les îles de Fuerteventura et Lanzarote.
L'île n'est pas habitée et forme depuis 1982 une réserve naturelle, paradis des oiseaux. Depuis 1987 elle fait aussi partie du parc naturel des dunes de Fuerteventura (Parque Natural de las Dunas de Corralejo).

## Histoire
L'île s'est formée par volcanisme il y a 7 000 ans. Son nom lui fut attribué au XVe siècle en référence aux phoques moines (Lobos Marineros en espagnol) qui y vivaient.
Après avoir conquis Lanzarote en 1402, le marin normand Jean de Béthencourt essaya plusieurs fois de conquérir l'île de Fuerteventura en utilisant Los Lobos comme base de ravitaillement avancée.
En 1865 fut mis en service, à la pointe nord de Los Lobos, le phare de Punta Martiño. Quelques paysans se sont installés sur l'île durant un certain temps et aujourd'hui on peut toujours voir leurs citernes d'eau. Le dernier gardien de phare a dû quitter l'île en 1968 après l'automatisation de celui-ci et de nos jours il ne reste plus que quelques maisons de pêcheurs utilisées occasionnellement. L'île est principalement fréquentée pour sa plage de La Concha.

## Personnalités liées
- Josefina Pla (1909-1999), poète paraguayenne

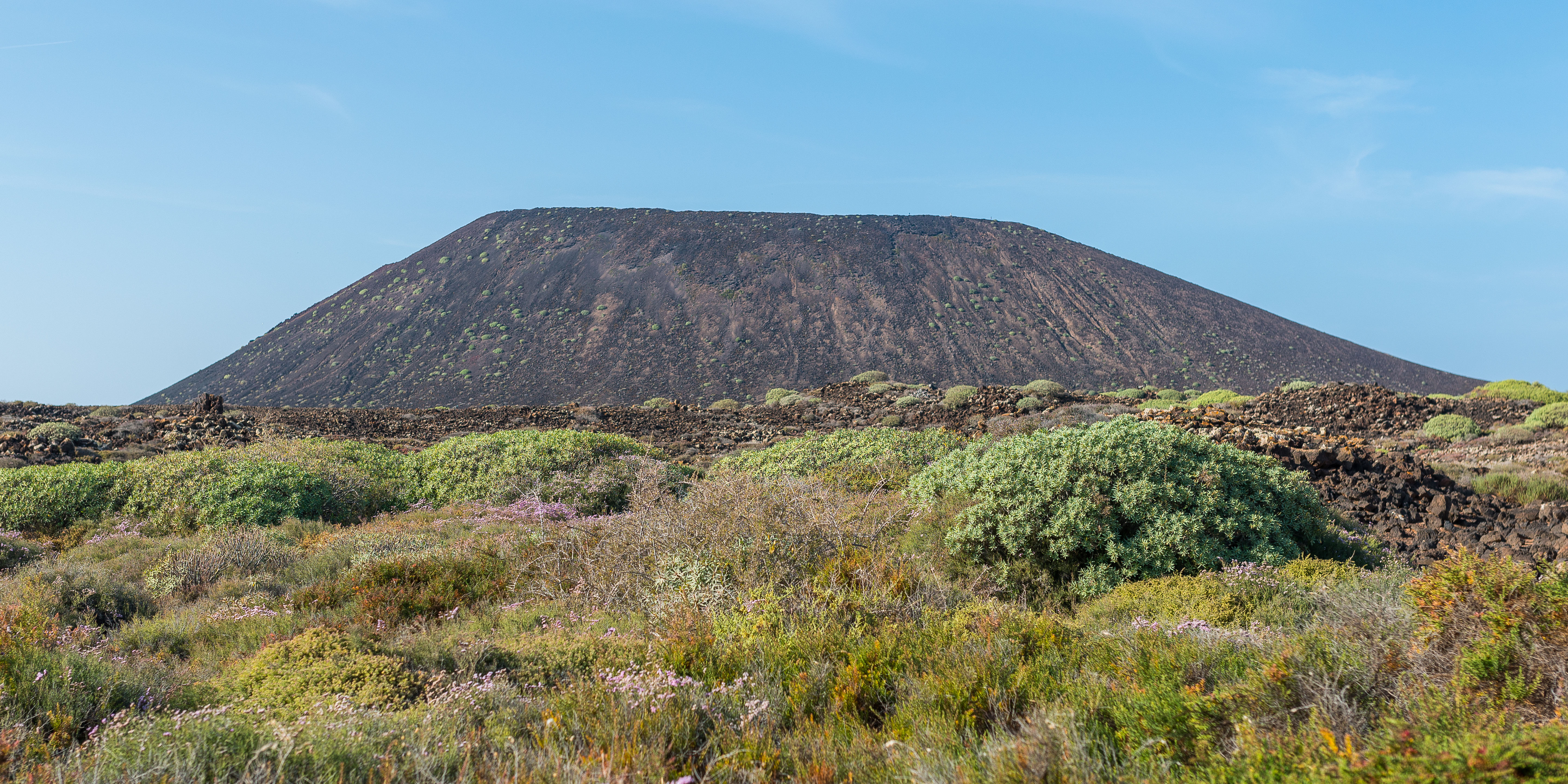
Paysage de Los Lobos

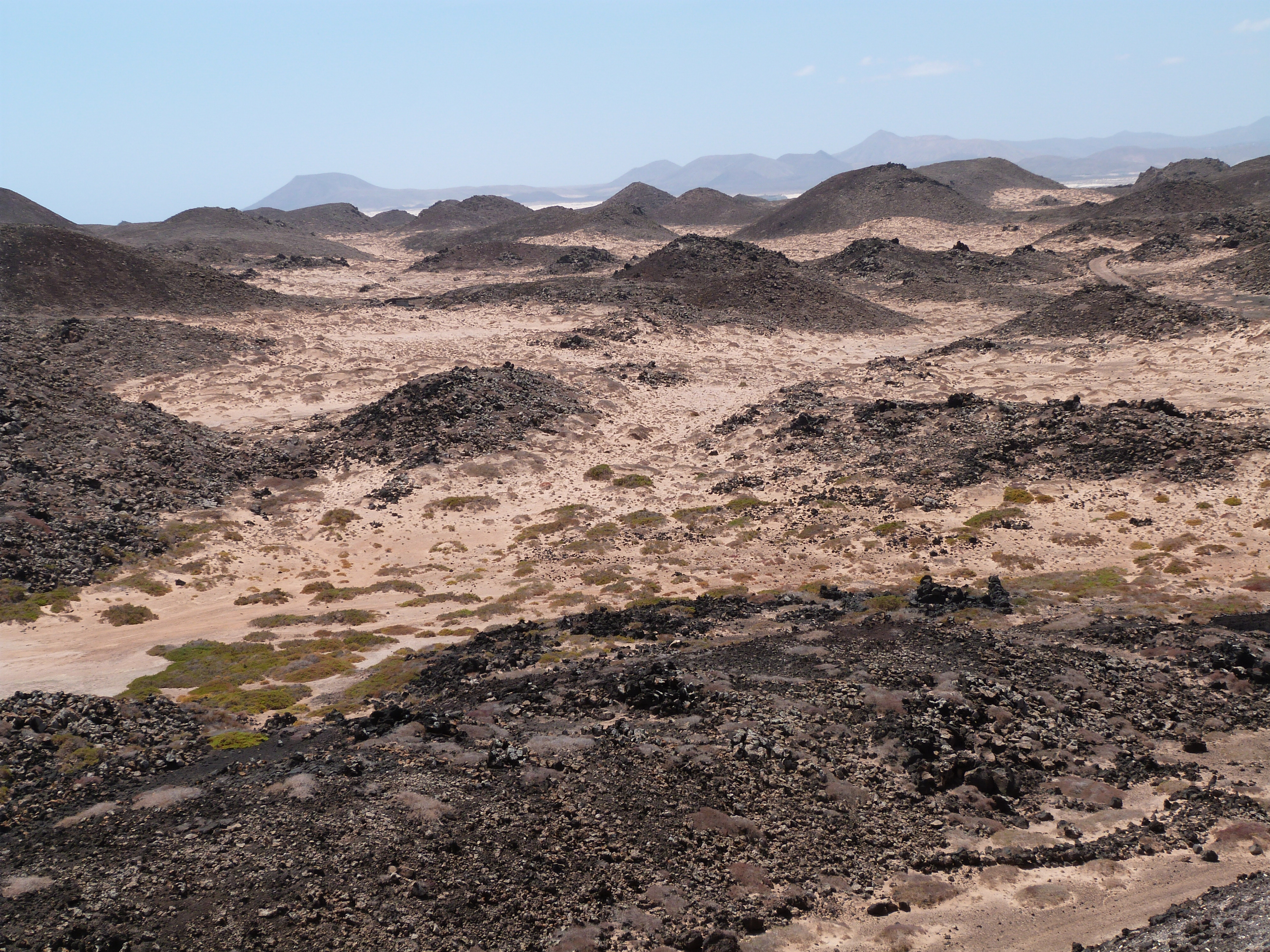
Paysage de Los Lobos